# Discodeine
Discodeine est un groupe de musique électronique français composé du duo formé par Pentile et Pilooski. Sa collaboration avec le Groupe Hermès pour des défilés femmes a été remarquée.

## Discographie

### Albums
- 2011 : Discodeine
- 2013 : Swimmer